# Геджух
Геджу́х (до 1967 года — Красный Партизан) (азерб. Ҝеҹух, дарг. КӀечӀух) — село в Дербентском районе Республики Дагестан.
Образует муниципальное образование «село Геджух» со статусом сельского поселения, как единственный населённый пункт в его составе.

## География
Населённый пункт расположен в приморской низменности, на реке Дарвагчай, в 22 км к северо-западу от города Дербент и в 5 км к северо-западу от железнодорожной станции Мамедкала.

## История
В 1967 году Указом Президиума верховного Совета ДАССР с\з "Красный партизан" переименован в с\з "Геджух".
Село образовано как центральная усадьба винсовхоза «Красный Партизан», на месте имения царского наместника на Кавказе князя И. И. Воронцова-Дашкова.
С 1921 года по 1958 год село входило в состав Великентского сельсовета, в 1958—1965 годах — в составе Мамедкалинского с/с и в 1965—1968 годах — в составе Мамедкалинского поссовета.
Геджухский сельский совет был образован указом Президиума ВС ДАССР от 25.04. 1968 года за счёт разукрупнения Мамедкалинского поссовета Дербентского района с присоединением села Гимейди ликвидированного Гимейдинского сельсовета.

## Население
| 1926  | 1939  | 1970  | 1989  | 2002  | 2010  | 2012  |
| ----- | ----- | ----- | ----- | ----- | ----- | ----- |
| 118   | ↗392  | ↗3252 | ↗3948 | ↗6367 | ↗6829 | ↗6897 |
| 2013  | 2014  | 2015  | 2016  | 2017  | 2018  | 2019  |
| ↗6904 | ↗6959 | ↗6960 | ↗6964 | ↗6972 | ↘6937 | ↘6883 |
| 2020  | 2021  | 2023  | 2024  | 2025  |       |       |
| ↘6855 | ↘6758 | ↗6774 | ↗6778 | ↗6826 |       |       |

Национальный состав
По результатам Всероссийской переписи населения 2021 года:
| Народ         | Численность, чел. | Доля от всего населения, % |
| ------------- | ----------------- | -------------------------- |
| азербайджанцы | 4640              | 68,66 %                    |
| даргинцы      | 1326              | 19,62 %                    |
| табасараны    | 485               | 7,18 %                     |
| лезгины       | 149               | 2,20 %                     |
| другие        | 158               | 2,34 %                     |
| всего         | 6758              | 100 %                      |

## Улицы
| - 3 Интернационала - Агасиева - Андрианова - Батырая - В.Терешковой - В.Эмирова - Гагарина - Геджухская - Гимейдинская - Дахадаева | - Дзержинского - Жданова - З.Космодемьянской - К.Маркса - Кирова - Красноармейская - Ленина - Ломоносова - М.Гаджиева - Магомедова Рамазана | - Марии Победы - Матросова - Маяковского - Мира - Молодой Гвардии - Надежды Прониной - Нариманова - Николаева - Октябрьская - Пушкина | - С.Абасова - С.Стальского - Самурская - Советская - Таминская - Толстого - Ф.Энгельса - Чапаева - Ш.Алиева - 26 бакинских комиссаров - Школьная |

## Промышленность
- Винзавод

## Сельское хозяйство
- Крупное виноградарческое хозяйство — ГУП «Геджух»[26].

## Образование и медицина
- Средняя школа (основана в 1930 г.)[27].
- Участковая больница.

## Достопримечательности
- Памятник В. И. Ленину; 2 обелиска воинам, погибшим в годы Великой Отечественной войны; Памятник С. М. Кирову.

## Преступность
11 июля 2013 года в селе были обезврежены две мощные бомбы.